# Corynomalus paraecus
Corynomalus paraecus es una especie de coleóptero de la familia Endomychidae.

## Distribución geográfica
Habita en Perú.